# Dalbavancină
Dalbavancina este un antibiotic lipo-glicopeptidic care este utilizat în tratamentul infecțiilor bacteriene cu Gram-pozitive, inclusiv cele cu stafilococ auriu meticilino-rezistent (MRSA). Printre infecțiile tratate se numără infecțiile acute ale pielii și ale structurii epiteliale. Calea de administrare este perfuzabilă. Este un derivat de teicoplanină.